# 卡尼库尔
卡尼库尔（法語：Cagnicourt，法語發音：[kaɲikuʁ]）是法国上法蘭西大區加来海峡省的一个市镇，属于阿拉斯区。

## 地理
卡尼库尔（50°12'43"N, 2°59'49"E）面积9.42 平方千米，位于法国上法蘭西大區加来海峡省，该省份为法国北部沿海省份，西北濒北海，南至索姆省，东临北部省。
与卡尼库尔接壤的市镇（或旧市镇、城区）包括：维莱莱卡尼库尔、凯昂、里安库尔-莱卡尼库尔、比西、欧库尔、昂德库尔-莱卡尼库尔。

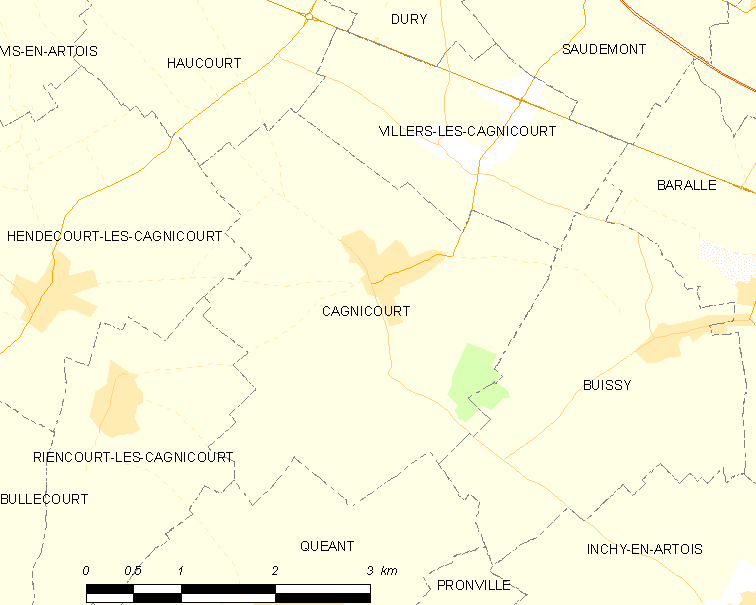
卡尼库尔的OSM定位图

卡尼库尔的时区为UTC+01:00、UTC+02:00（夏令时）。

## 行政
卡尼库尔的邮政编码为62182，INSEE市镇编码为62192。

## 政治
卡尼库尔所属的省级选区为布勒比耶尔县。

## 人口

1962-2008年间卡尼库尔人口变化图示

卡尼库尔于2022年1月1日时的人口数量为422人。